# Заграничний Антон Харитонович
Заграничний Антон Харитонович (нар. 1907 року — помер 1992 року, село Заячківка, Христинівського району, Черкаська область, Українська РСР, Русский: Заграничный Антон Харитонович, English: Anton Zagranychnyy) — українець, військовик, солдат. 
Учасник трьох воїн, в яких брали участь війська СРСР. Нагороджений медаллю За бойові заслуги  та орденом Вітчизняної війни ІІ степеня .

## Родина

### Батьки
Батько    — Заграничний Харитон
Мати       — Загранична Марія Василівна (04.08.1888-09.07.1971)

### Сім'я
Дружина — Загранична Ольга Трохимівна (1910-1970).

## Участь у війнах
1939 р.               — Польсько-радянська війна
1939—1940 р.р. — Радянсько-фінська війна
1941—1945 р.р. — Друга світова війна

## Нагородження

### Медаль «За бойові заслуги»
Звание: красноармеец 
в РККА с 03.1944 года Место призыва: Уманский РВК, Украинская ССР, Киевская обл., Уманский р-н 
Место службы: 845 сп 303 сд 24 гв. ск 7 гв. А 2 УкрФ 
Дата подвига: 26.03.1945-23.04.1945 
№ записи: 37146199
Архивные документы о данном награждении:
I. Приказ(указ) о награждении и сопроводительные документы к нему
- первая страница приказа или указа
- строка в наградном списке
II. Учетная картотека
- данные в учетной картотеке
Медаль «За боевые заслуги»
Подвиг:

### Орден Отечественной войны II степени
№ наградного документа: 79
дата наградного документа: 06.04.1985 
№ записи: 1512145686